# ایان آبرکرومبی
ایان آبرکرومبی (انگلیسی: Ian Abercrombie؛ ۱۱ سپتامبر ۱۹۳۴ – ۲۶ ژانویهٔ ۲۰۱۲) هنرپیشه، و پویانمایی اهل انگلستان بود. وی بین سال‌های ۱۹۵۵ تا ۲۰۱۲ میلادی فعالیت می‌کرد.
از فیلم‌های معروف او می‌توان به فیلم زاندالی و از مجموعه‌های تلویزیونی که وی در آن نقش داشته‌است می‌توان به جادوگران محله ویورلی اشاره کرد. اشاره کرد.

## زندگی
او در ۱۱ سپتامبر ۱۹۳۴ در گریز انگلستان متولد شد. او کار هنری را با تئاتر در جنگ جهانی دوم آغاز کرد.
 در ۱۷ سالگی به آمریکا مهاجرت کرد و کار هنری را از سر گرفت. اولین کار او در آمریکا در سال ۱۹۵۵ بود.

## فعالیت‌ها
از فیلم‌ها و سریال‌هایی که او در آن نقش داشته می‌توان به زاندالی و فرانکشتاین کوچک و گارفیلد ۲ و جنگ ستارگان اپیزود دوم: حمله کلون‌ها اشاره کرد

## مرگ
او در ۲۶ ژانویه ۲۰۱۲ در سن ۷۷ سالگی به علت کهولت سن و نارسایی کلیه درگذشت.